# Борне (Північний Брабант)
Борне (нід. Borne) — селище в нідерландській провінції Північний Брабант. Входить до муніципалітету Меєрейстад.